# Påhittiga Johansson (film)
Påhittiga Johansson är en svensk komedifilm från 1950 i regi av Hugo Bolander. I rollen som Johansson ses Åke Grönberg och i övriga roller bland andra Julia Cæsar, Lasse Krantz och Rut Holm.

## Handling
Tusenkonstnären Johansson har åtagit sig att renovera en vapensköld åt greve Rutger von Bryngel på Berga. Rutgers son Sixten är tänkt efterträdare till faderns egendom, men sonen delar inte faderns intention och har levt ett kringflackande liv i över ett decennium. Sixten inbjuds av den unge släktingen John att delta i en fest i faderns bostad. Vägg i vägg befinner sig fabrikör Svensson som driver affärer tillsammans med Rutgers syster Barbara. Svensson blir störd av festandet och tillkallar polis.
Sixten stjäl Svenssons häst och försvinner i natten. Polisen tar upp jakten men tappar spåret. Hästen springer med Sixten på ryggen rakt in i grevens matsal och den sorgliga entrén vållar stor uppståndelse. Barbara ställer ett ultimatum: antingen ändrar Sixten sitt leverne eller så kommer hon att adoptera John. Sixten försvinner ut i natten.
Framåt morgonen hamnar Sixten i en sjö, men fiskas upp av Johansson. Johansson gömmer honom under namnet Sigismund Grevander och ger honom arbete i sin verkstad. Johansson och Sixten arbetar tillsammans med att uppfinna "det plattfotade ägget", en uppfinning som är tänkt att göra alla äggkoppar överflödiga.
Johansson får ett tillfälligt monteringsuppdrag hos Svensson. Han borrar i taket, men borret går rakt igenom och in i badkaret ovanför, där Svenssons förtjusande dotter Claire ligger. När Sixten rusar upp för att täta hålet stiftar han bekantskap med Claire och tycke uppstår. För att komma henne nära erbjuder sig Sixten att lära henne hur man kör bil.
Johansson har upptäckt att man kan hypnotisera både höns och människor med hjälp av ett kritstreck draget från näbb eller näsa. Han har med framgång prövat detta på hustrun Carolina. Han och Sixten placerar ett flatbottnat modellägg framför hönan Laura för att få henne att producera ägg efter förebilden. John gör allt i sin makt för att sabotera både uppfinningen och Sixtens förhållande med Claire. Ryktet om den nya ägguppfinningen når pressen. Barbara, som äger en äggkoppsfabrik, ser sin verksamhet hotad och ger order om att omedelbart köpa in den nya uppfinningen. Greven inser att hans son är driftig och därmed en värdig arvtagare. Sixten tas till nåder och kan meddela att han och Claire tänker gifta sig.
I slutet återvänder man till filmens upptakt på ett bibliotek. Där befinner sig en licentiat som tänker doktorera på komiska serier. Han frågar Johansson vad som hände sedan och får svaret: "Tja, det var nog ingen som tog varken uppfinningen eller mej på allvar, och det var inte meningen heller."

## Rollista
- Åke Grönberg – P.H. Johansson, kallad Påhittiga Johansson, tusenkonstnär
- Julia Cæsar – Barbara Nilsson, änka
- Lasse Krantz – Rutger von Bryngel, greve på Berga slott, änkling, Barbaras bror
- Rut Holm – Carolina Johansson, Påhittiga Johanssons fru
- Iréne Söderblom – Claire Svensson
- Bengt Logardt – John Nilsson, yngre släkting till Barbara
- Jan Molander – Sixten von Bryngel alias Sigge Grevander, grevens son
- Alf Östlund – fabrikör Svensson, Claires far
- Gus Dahlström – Pratt, polis och privatdetektiv
- Holger Höglund – Jean, grevens betjänt
- Carl-Gustaf Lindstedt – medlem av styrelsen för länets hönsavelsförening
- Gunnar "Knas" Lindkvist – medlem av styrelsen för länets hönsavelsförening
- Curt "Minimal" Åström – ordförande i styrelsen för länets hönsavelsförening

Ej krediterade
- Carl-Axel Elfving	– doktorand på komiska serier
- Wiktor "Kulörten" Andersson – stins
- Stig Johanson – tågkonduktör
- John Melin – tågpassagerare
- Arne Källerud – poliskommissarien
- Sven Holmberg – en man på vägen
- Mille Schmidt – en man på vägen
- Harriett Philipson – ljushårig flicka på festen
- Thomas Gistedt – Knut, Påhittiga Johanssons son
- Jarl Hamilton – en man på festen
- Kerstin Wibom – mörkhårig flicka på festen

## Filmteam
- Hugo Bolander – regissör
- Lennart Hamberg – ljudtekniker
- Edvin Hammarberg – klippning (osäker uppgift)
- Harry Iseborg – manus
- Gunnar Johansson – originalmusik, musikarrangör
- Torsten Lundqvist – manus
- Thor Modéen – manus
- Sven Nygren – produktionsledare
- Karl Richardson – inspicient
- Sven Thermænius – foto

## Om filmen
Filmens förlaga var Axel Bäckmans tecknade serie Påhittiga Johansson, som publicerades i veckotidningen Vårt Hem mellan 1922 och 1941 och igen 1945–1949. Serien omarbetades till filmmanus av Harry Iseborg, Torsten Lundqvist och Thor Modéen.
Detaljerade uppgifter kring inspelningen finns inte att tillgå. Klart är dock att inspelningen ägde rum under våren och försommaren 1950, interiört i Imagoateljéerna och exteriört i Stocksund med omgivningar. Från Svensk Filmindustri inlånades regissören Hugo Bolander samt troligen ytterligare personal. Filmen fotades av Sven Thermænius och musiken komponerades och arrangerades av Gunnar Johansson. Ett bevarat manusexemplar är signerat klipparen Edvin Hammarberg, varför det är tänkbart att han klippte filmen. Filmen är svartvit och samtliga dialoger är på svenska.
Premiären ägde rum den 4 september 1950 på biograferna Göta och Rialto i Göteborg, Saga i Gävle och China i Halmstad. Stockholmspremiären skedde den 20 augusti 1951 på flera biografer. Att det tog nästan ett år innan filmen sattes upp i Stockholm tyder på att distributören inte riktigt litade på huvudstadens press och publik. Den har visats av Sveriges Television 1993 och 2008.

## Mottagande
Filmen sågades av de flesta kritiker. I Aftonbladet skrev signaturen Ulph "Ett bedrövligare mischmasch har svensk film inte gjort sig skyldig till på länge". Han menade att några scener lockade till skratt, men att "resten borde man gråta åt". Mons Mossner i Expressen konstaterade att "Skandalen är sjufaldig!", med hänvisning till att filmen gick upp på sju biografer i Stockholm. Arbetaren beskrev filmen med orden "Urfånigt serielarv inför storgäspande publik" och Ny Dags recensent ansåg att "Med Påhittiga Johansson torde det absoluta bottenrekordet på den svenska film- och lågkomikens område vara nådd. Arma, arma skådespelare som lånar sig till medverkan i sådan smörja."
I Afton-Tidningen citerade Håson en av huvudrollsinnehavarnas repliker för att gestalta sitt omdöme om filmen: "Vi arbetar på att få fram den verkliga flatheten". Dagens Nyheters signatur Lbk berömde Åke Grönberg, Lasse Krantz och Jan Molander för deras insatser, men ansåg även att det skrattades för mycket i filmen och att fyllscenerna var "inte fullt så lustiga som vederbörande tycks tro -- fast pilsnern utbytts mot något finare drycker". Han avslutade med att benämnda verket som "oerhört enkelt och oförargligt -- och svenskt".

## DVD
Filmen gavs ut på DVD 2017.